# جبل بني احمد
جبل بني احمد وهو جبل يقع في مديرية الحيمة الداخلية التابعة لمحافظة صنعاء ويبلغ ارتفاعة 2.400متر